# Jan Notermans
Jan Notermans (Sittard, 29 luglio 1932 – Sittard, 8 giugno 2017) è stato un calciatore e allenatore di calcio olandese, di ruolo centrocampista.

## Palmarès

### Giocatore

#### Competizioni nazionali
- Coppa dei Paesi Bassi: 2

Fortuna Sittard: 1955-1956, 1963-1964
- Eerste Divisie: 2

Fortuna Sittard: 1958-1959, 1963-1964